# فیلیپوس دوم

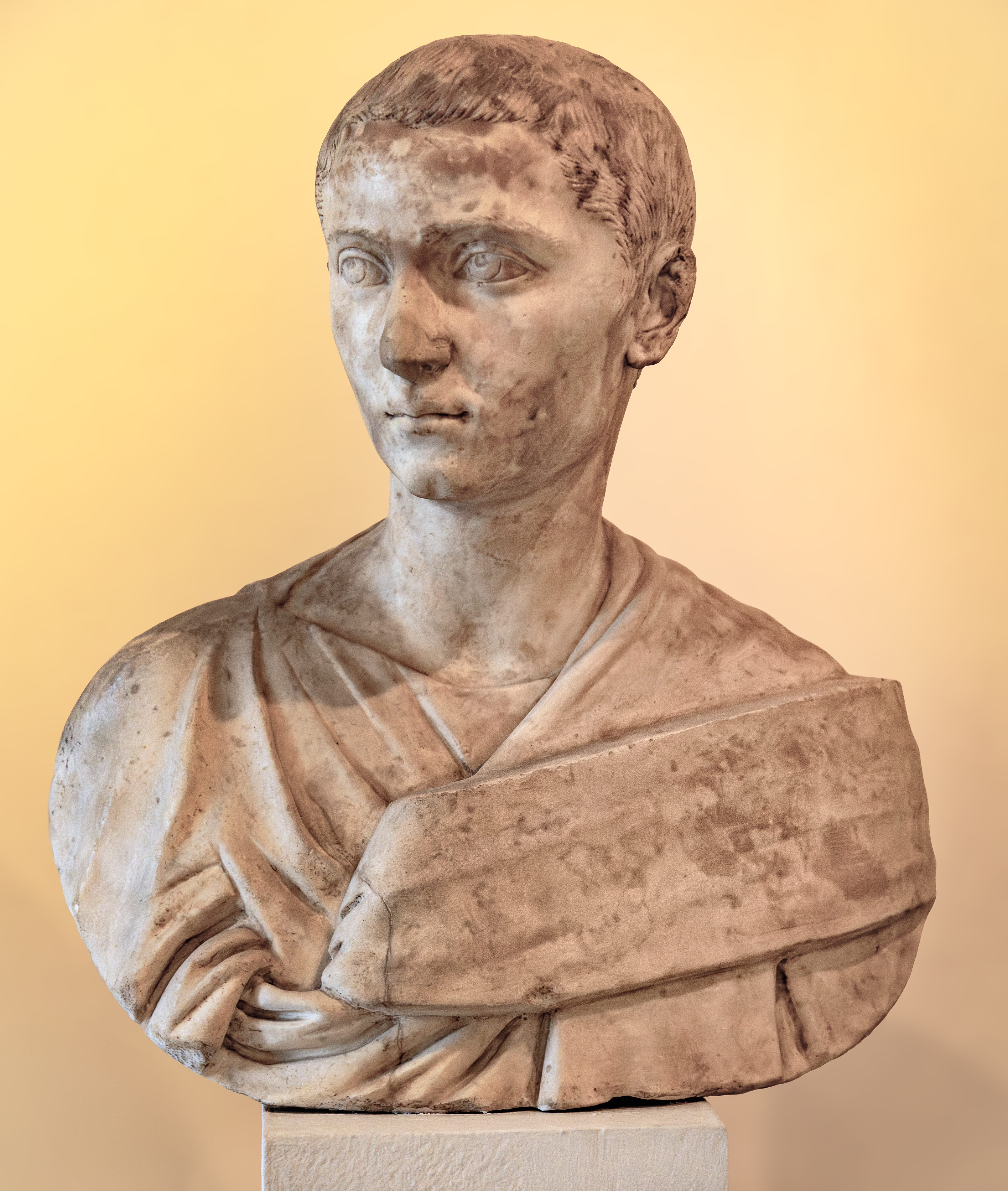
تندیس فیلیپوس دوم

فیلیپوس دوم یا فیلیپ دوم با نام کامل مارکوس ژولیوس سِوِروس فیلیپوس (به لاتین: Marcus Julius Severus Philippus) (زادهٔ پیرامون ۲۳۸ - درگذشتهٔ ۲۴۹) امپراتور روم به‌طور مشترک با پدرش فیلیپ عرب از ۲۴۷ تا هنگام کشته‌شدنش در ۲۴۹ بود.

## زندگی‌نامه
فیلیپوس پسر مارکوس ژولیوس فیلیپوس (مشهور به فیلیپ عرب) و مارچا اوتاچیلیا سِویرا بود. در ۲۴۴ گوردیان سوم، امپراتور وقت روم درگذشت و فیلیپ عرب جانشین او شد. فیلیپوس دوم نیز شش ماه پس از بر تخت نشستن پدرش از سوی او به مقام سزاری رسید و سه سال بعد در تابستان ۲۴۷، به عنوان آگوستوس و امپراتور مشترک با فیلیپ عرب معرفی شد.
با این‌حال دوران حکومت فیلیپ عرب و پسر خردسالش چندان طولانی نبود. در اواخر بهار ۲۴۹ لشکریان ناحیهٔ دانوب علیه فیلیپ عرب سر به شورش برداشته و فرمانده‌شان دسیوس را که فیلیپ به‌تازگی او را برای نظم بخشیدن به سپاهیانش در آن منطقه به فرماندهی آنان برگزیده بود امپراتور نامیدند. دسیوس سپس همراه با سربازانش به سوی رم حرکت کرد و فیلیپ نیز به مقابله با او شتافت. دو سپاه در اواخر تابستان ۲۴۹ در خارج از ورونا با یکدیگر روبرو شدند و فیلیپ یا در جنگ یا به‌دست سپاهیانش کشته شد. پس از آنکه خبر مرگ امپراتور به رم رسید، پرتورینها نیز فیلیپوس دوم را به قتل رساندند.